# 20234 Біллґібсон
20234 Біллґібсон (20234 Billgibson) — астероїд головного поясу, відкритий 6 січня 1998 року.
Тіссеранів параметр щодо Юпітера — 3,685.